# Philoros affinis
Philoros affinis là một loài bướm đêm thuộc phân họ Arctiinae, họ Erebidae.